# شبه‌جزیره والدس
شبه جزیره والدِس یک شبه جزیره در ساحل اقیانوس اطلس در شمال شرق استان چوبوت، آرژانتین است. در حدود ۸۹۶۰۰۰ هکتار وسعت دارد که به عنوان یک ذخیره‌گاه طبیعی مهم
در سال ۱۹۹۹ در فهرست میراث جهانی یونسکو به ثبت رسید.